# 阮表
阮表（越南语：／，？—1413年）是越南后陈朝的一位官员。
阮表是乂安镇罗山县（今河静省德寿县）人。陈朝时期中进士，为太学生。后担任殿前太史（御史）一职。后陈朝时期，出仕重光帝，仍任殿前太史。
1413年（永乐十一年），重光帝到达化州，派阮表为求封使，賫方物至乂安，请求明朝册封重光帝为安南国王，遭到张辅的扣留。阮表大骂张辅：“內圖改取之計，外揚仁義之師，既許立陳氏子孫，又設置郡縣，不惟掠取貨寶，抑且殘害生民，真虐賊也。”张辅大怒，将他杀死。